# Sprattus antipodum
Sprattus antipodum és una espècie de peix marí pertanyent a la família dels clupeids.

## Descripció
- Pot arribar a fer 12 cm de llargària màxima (normalment, en fa 9).
- 13-21 radis tous a l'aleta dorsal i 12-23 a l'anal.
- Nombre de vèrtebres: 48-51.[1][2]

## Hàbitat
És un peix marí, pelàgic-nerític i de clima subtropical (37°S-48°S, 166°E-180°E) que viu entre 0-72 m de fondària.

## Distribució geogràfica
Es troba al Pacífic sud-occidental: Nova Zelanda.

## Observacions
És inofensiu per als humans.